# Italmoto
Italmoto is een Italiaans historisch merk van motorfietsen.
De bedrijfsnaam was: Italmoto, Bologna (1952-1954).
Italmoto begon in 1952 met de productie van lichte motorfietsjes met 160cc-viertaktmotoren. Deze cilinderinhoud was in Italië populair omdat motorfietsen om op de Autostrada te mogen rijden meer dan 150 cc moesten meten. De productie werd echter al in 1954 stilgezet.